# Maksymilian Soldenhoff
Maksymilian Soldenhoff (ur. 5 listopada 1890 w Nowym Mieście nad Pilicą, zm. prawdopodobnie 8 listopada 1940) – porucznik Armii Wielkopolskiej i Wojska Polskiego. Uczestnik powstania wielkopolskiego i wojny polsko-ukraińskiej, kawaler Orderu Virtuti Militari..

## Życiorys
Urodził się 5 listopada 1890 w rodzinie barona Jana Soldenhoffa h. wł. (1860–1907) i Aldony Leontyny z Kozłowskich h. Jastrzębiec (1872–1951). Miał rodzeństwo: Kazimierza, Aldonę (1897–1959), Jerzego (zm. 1920), Jana (?), Izabellę (1900–1978) i Antoniego (1901–1954). Studiował w szkole agronomicznej. Od stycznia 1919 służył w oddziałach powstańczych Armii Wielkopolskiej. W szeregach odrodzonego Wojska Polskiego brał udział w walkach obrony Lwowa podczas wojny polsko-ukraińskiej w składzie ochotniczej kompanii poznańsko-lwowskiej.
Szczególnie odznaczył się w walce „na tyłach npla. k. Mielnika gdzie na czele plutonu wziął 40 jeńców, (podczas) walki w Dołhomościskach (17 III t.r) i przeprowadzenie ataku pod Zborowem (17 VI t.r.) odznaczony Orderem Virtuti Militari. Otrzymał też osobistą pochwałę od gen. W. Sikorskiego”.
Przeniesiony do rezerwy w lipcu 1920. Później pracował jako kupiec i urzędnik ubezpieczeniowy, m.in. jako dyrektor Towarzystwa Ubezpieczeń „Powszechna Asekuracja w Tryjeście” w Poznaniu. W lipcu 1928 został zwolniony od powszechnego obowiązku wojskowego.
„Jesienią 1939 aresztowany przez gestapo, skazany na śmierć i stracony”. Brak dokładnych danych na temat daty śmierci oraz miejsca pochówku. Symboliczny grób wraz z datą śmierci znajduje się na cmentarzu w Toruniu na grobie żony Marii oraz na cmentarzu Powązkowskim (kwatera 47-1-20).

## Życie prywatne
Żonaty z Marią Kałamajską (1897–1967). Mieli czworo dzieci: Marię (1920–1994), Antoniego (1923–1999), Janinę (1927–2002) i Stanisława Ryszarda (1928–2019). 

## Ordery i odznaczenia
- Krzyż Srebrny Orderu Wojskowego Virtuti Militari nr 5735[3][9]
- Krzyż Walecznych[3][10]
- Srebrny Krzyż Zasługi – 24 grudnia 1928 „za zasługi, położone w powstaniu Wielkopolskiem”[6]
- Krzyż Obrony Lwowa[4]
- Odznaka pamiątkowa „Orlęta”[4]